# Kalmar Nyckel
För andra betydelser, se Calmare Nyckel.
Kalmar Nyckel eller Calmare Nyckel var ett frakt- och örlogsfartyg som byggdes i Holland runt 1625 och var i svensk ägo från 1628. Kalmar Nyckel och Fågel Grip var de två fartyg som 1638 fraktade huvudparten av de svenska kolonisterna till Nya Sverige. Fartygen tillhörde då Söderkompaniet.
Fartyget var i det närmaste unikt för tiden genom att ha genomfört fyra transatlantiska seglatser. Fartyget ingick då i den svenska flottan, men såldes sedan tillbaka till Holland 1651 och förliste den 12 juli 1652 utanför Skottlands östkust, i ett stort sjöslag mellan England och Holland. (Inte att förväxla med vraket av regalskeppet Nyckeln, som sjönk 1679 och ligger cirka 200 meter norr om Ölandsbrons högbrodel).

## Modern replik
Den amerikanska staden Wilmington, Delaware, i det tidigare Nya Sverige är hemmahamn för en modern replik av fartyget som byggdes 1997.  Föreningen Kalmar Nyckel äger och förvaltar båten.  Där finns även Delawaremonumentet, en skulptur av fartyget gjord av Carl Milles.

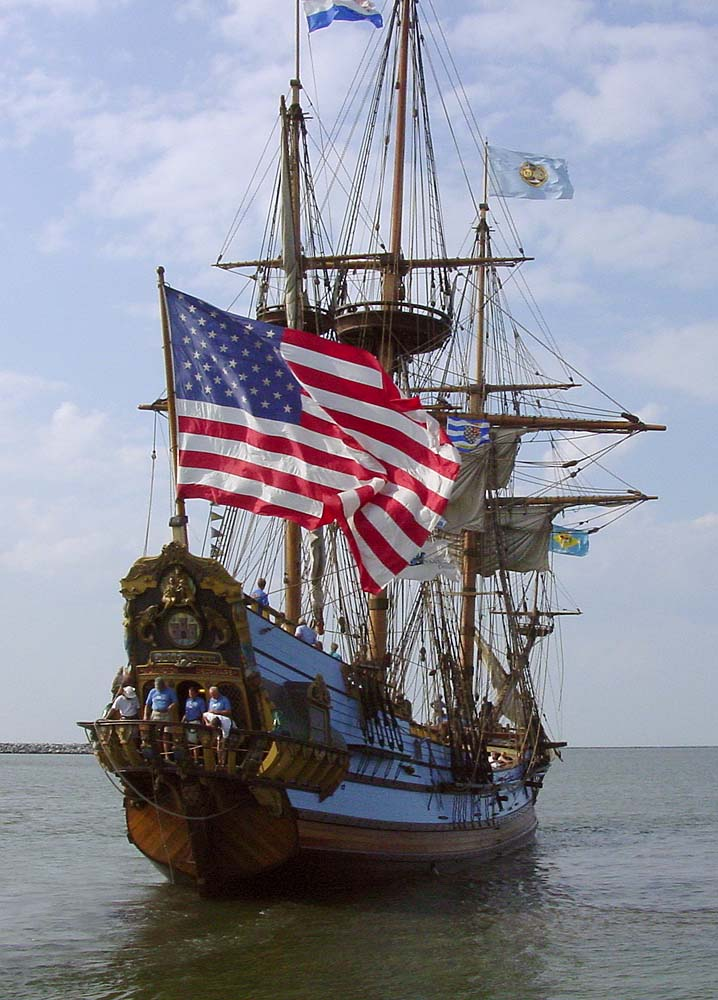
Replik av Kalmar Nyckel
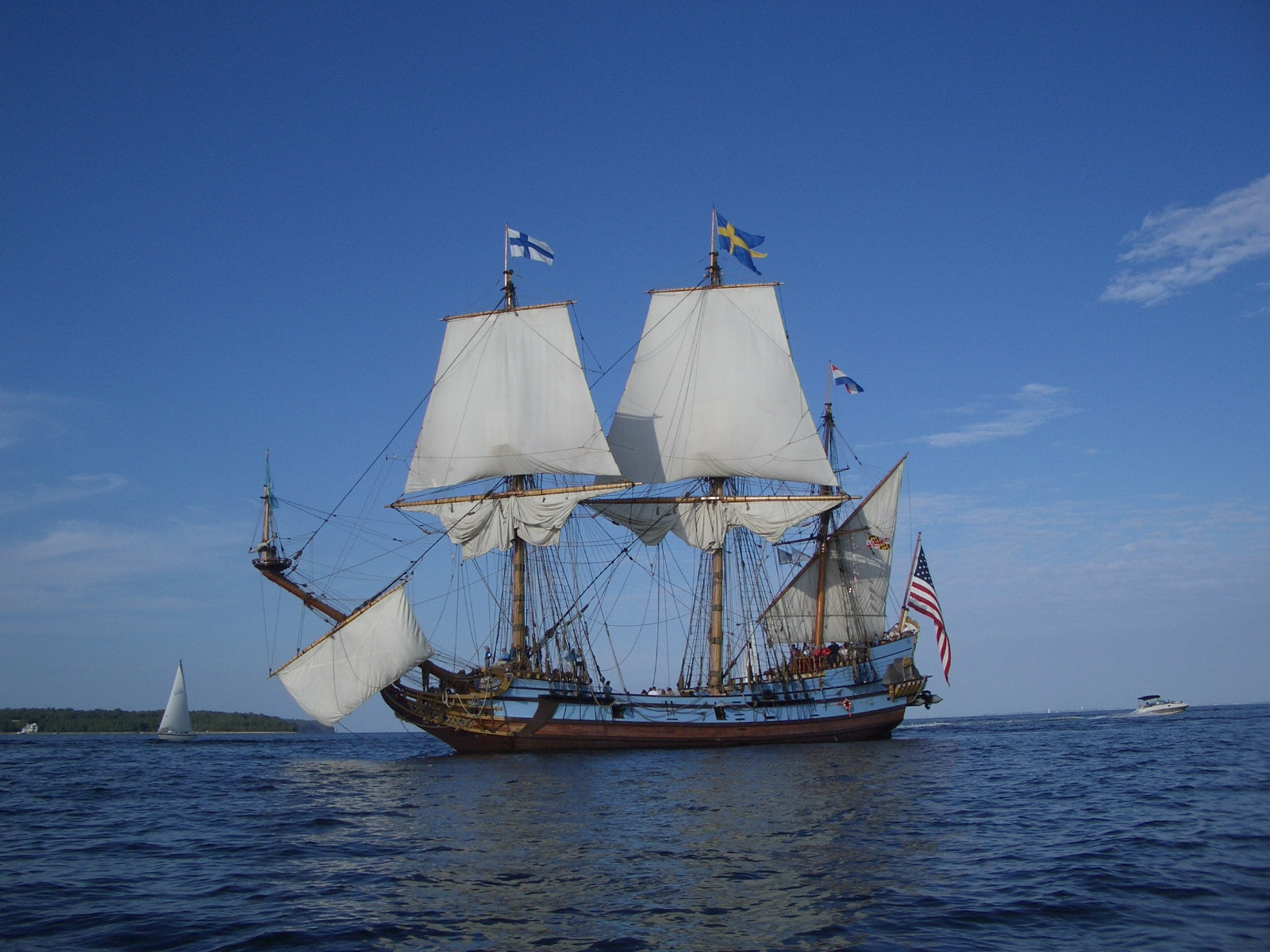
Repliken Kalmar Nyckel i Chesapeake Bay i Maryland, 2008.

## Kalmar Nyckel i populärkultur
- Stefan Andersson sjunger om skeppet i sin visa "Kalmar Nyckel".